# (32459) 2000 SK87
2000 SK87 (asteroide 32459) é um asteroide da cintura principal. Possui uma excentricidade de 0.24263110 e uma inclinação de 12.47175º.
Este asteroide foi descoberto no dia 24 de setembro de 2000 por LINEAR em Socorro.